# Masacre de Tumeremo de 2016
La masacre de Tumeremo se refiere a la desaparición y asesinato de 28 mineros en la localidad de Tumeremo, situada en el estado Bolívar (Venezuela). La noche del 4 de marzo de 2016 estaban en la mina Atenas, en la frontera entre el municipio Sifontes y Roscio, una zona poblada por campesinos y en donde, como casi todo el suroriente del país, la principal actividad económica es la minería.

## Desarrollo de los sucesos
De acuerdo con testigos que prefieren el anonimato, la banda del Topo entró al lugar con la supuesta complicidad de fuerzas de seguridad no identificadas y habría dispersado a cientos de mineros, y en la huida habrían caído decenas. Presuntamente los cuerpos fueron puestos en un camión y trasladados a la zona limítrofe en reclamación. Algunos dicen que partes de las víctimas fueron descuartizadas para intimidar a los sobrevivientes. No obstante, la comisión conformada por la Fuerza Armada Nacional y el CICPC aseguró no tener evidencia de que hubiese alguna masacre o enfrentamiento, y el gobernador del estado Bolívar, Francisco Rangel Gómez, aseguró que "hasta el momento no existe un solo elemento que demuestre que hayan fallecidos o masacrados". La Defensoría del Pueblo comisionó a cuatro personas de la sede local para las investigaciones, y el Ministerio Público autorizó a tres fiscales.

## Víctimas

### Desaparecidos
- Ángel Ignacio Trejo Sosa  (30 años)
- Cristóbal Heredia (24 años)
- Gustavo Guevara Aguinagalde (22 años)[3]
- Jesús Alfredo Aguinagalde (25 años)[4]
- Jesús Gregorio Romero Ara (22 años)
- José Ángel Ruiz Montilla (25 años)
- José Gregorio Nieves Aguinagalde (25 años)
- Luis Díaz (24 años)
- Marielys Ruiz (21 años)
- Mary Dalia Ruiz (18 años)
- Néstor de Jesús Ruiz Montilla (31 años)
- Roger José Romero Ángel (20 años)
- Efrain Rafael Robles (22)[5]

## Descubrimiento de cuerpos
Los restos mortales de al menos cuatro de los mineros desaparecidos en el estado venezolano de Bolívar fueron hallados en el centro este del país, quienes presuntamente fueron acribillados, informó la fiscal general de Venezuela, Luisa Ortega Díaz, y que solo faltan ser identificados. La fiscal general de la República Bolivariana de Venezuela, Luisa Ortega Díaz, informó en horas de la noche del 14 de marzo de 2016,  que la labores de búsqueda de los mineros desaparecido de Tumeremo habían concluido con el hallazgo de 17 cadáveres.
Posteriormente el Defensor del Pueblo de Venezuela, Tarek William Saab, informó el martes 15 de marzo de 2016, que los restos de 17 mineros artesanales hallados en una fosa común en Tumeremo presentaban heridas por armas de fuego. Se reunió con autoridades locales y militares que están investigando la masacre y de igual manera, indicó que funcionarios de las Fuerzas Armadas Nacional Bolivariana y cuerpos de seguridad del estado Bolívar, continúan rastreando un sector conocido como mina Hoja de Lata.

## Consecuencias
El presidente Nicolás Maduro aseguró  que las investigaciones sobre la desaparición de los 28 mineros en la población de Tumeremo, municipio Sifontes del estado Bolívar, se llevarán a cabo hasta las últimas consecuencias y se castigará a los responsables del crimen, señaló a un grupo paramilitar como los responsables.
“Es una vergüenza nacional, porque se trata de un tema humanitario, desaparecieron 28 personas y el gobernador Francisco Rangel Gómez no fue capaz de viajar hasta Tumeremo para dar la cara a los familiares”
Fue de esta manera como el diputado Lester Toledo, dirigente nacional de Voluntad Popular se pronunció en torno al caso de los mineros en el estado Bolívar y se sumó a las voces de políticos opositores que pidieron la renuncia del gobernador por el mal manejo del caso de los mineros desaparecidos.  Cuando en su momento señaló y desmintió la presunta muerte de un grupo de mineros que operaba en Tumeremo.